# Pachomiusz II (patriarcha Konstantynopola)
Pachomiusz II Patestos, gr. Παχώμιος Β΄ Πατέστος – ekumeniczny patriarcha Konstantynopola w latach 1584–1585.

## Życiorys
Pochodził z Lesbos. Był gruntownie wykształcony. Około 1583 lub 1584 r., dzięki wsparciu swojego brata, za łapówkę został metropolitą Cezarei. Po aresztowaniu Jeremiasza II 22 lutego 1584 został patriarchą. Z powodu nieuiszczenia opłaty za wybór, został obalony w dniu 26 lub 27 lutego 1585. Zmarł na wygnaniu na Wołoszczyźnie.